# Jéanne Marquès Mayol
Jéanne Marquès Mayol (Sóller, ca. 1914 - juliol de 2006) fou una empresària republicana mallorquina.
Filla de Bernat Marquès, empresari solleric que feu fortuna a l'Amèrica del Sud i president d'Esquerra Republicana Balear, i de Catalina Mayol, germana de Maria Mayol i ambdues fundadores del Foment de Cultura de la Dona, fet que, com Jéanne mateixa va reconèixer, la influí profundament, tant en l'àmbit personal com formatiu. Així doncs, es va criar en un ambient culte, d'idees progressistes i també catòlic; de fet, ella deia sentir-se cristiana, però afegia que no creia en els capellans, ja que «els havia vist com actuaven durant la guerra».
El mes de setembre de 1936, al cap de pocs mesos d'esclatar la revolta militar, fou detinguda juntament amb el seu pare, la seva mare i els quatre germans, acusats per expressar idees contràries al moviment, tenir una ràdio i suposar que els seus llençols saludaven el vol dels avions republicans. Rere l'acusació, emperò, hi havia el càstig feixista a la deserció de classe i l'interès en els béns de la família, a la qual ho confiscaren tot. El seu pare morí afusellat el 1937. Ella, la seva mare i la seva germana foren empresonades a la presó de dones de Palma. Jéanne primer fou condemnada a mort i després a cadena perpètua. A la presó va conviure amb Aurora Picornell, de la qual recordà l'alegria i el sentit de l'humor, i amb Matilde Landa, mítica resistent comunista. Finalment la pena li fou rebaixada a quatre anys. Temps més tard, en una festa popular es negaria a saludar i a donar la mà a un dels militars que havia dictat les sentències contra ella i la seva família.
El 1942 es va casar amb Manuel Mora Esteve, metge antifranquista, militant d'Esquerra Republicana Balear en els seus anys de joventut, dirigent del PSP, de la Junta Democràtica i exsenador del PSOE. El 1948 s'exiliaren a Mèxic, on ella va comprar i dirigir un ranxo. El 1954 tornaren a Mallorca. El 1968 se separarien i ella emprengué negocis propis relacionats amb el turisme.
El 2003, quan s'inaugura el Bosc de la Memòria Històrica en record dels republicans assassinats, s'hi posà una placa amb el nom del seu pare. Ella hi assistí orgullosa i, lúcida, es confessà socialista.